# Christian Bassogog
Christian Mougang Bassogog (Douala, 1995. október 18. –) kameruni válogatott labdarúgó, Sanghaj Senhua játékosa.

## Pályafutása

### Klubcsapatban
A Rainbow FC csapatában nevelkedett, majd itt mutatkozott be a profik között. 2015. április 25-én az amerikai Wilmington Hammerheads játékosa lett. Fél év után a dán AaB Fodbold labdarúgója lett négy évre. 2017. február 19-én a kínai Henan Jianye játékosa lett.

### A válogatottban
2016. november 12-én debütált a kameruni labdarúgó-válogatottban a zambiai labdarúgó-válogatott ellen. Tagja volt a győztes válogatottnak, amely a 2017-es afrikai nemzetek kupáján vett részt. A 2017-es konföderációs kupán is tagja volt az utazó keretnek.

## Sikerei, díjai

### Válogatott
- Kamerun
  - Afrikai nemzetek kupája: 2017

### Egyéni
- Afrikai nemzetek kupája – Legjobb játékos: 2017